# Friedrich Faust
Friedrich Ludwig Hermann Carl Faust (* 5. August 1804 in Haina (Kloster); † 7. Februar 1861 in Bergen) war ein deutscher Jurist und Politiker.

## Leben und Wirken
Friedrich Faust war Advokat in Bergen.
Gärtner war politisch tätig. Von 1845 bis 1846 war er für Gelnhausen Abgeordneter im 9. Kurhessischen Landtag. 1848 war er Mitglied des Vorparlaments.